# Чингільтуй
Чингільту́й (рос. Чингильтуй) — село у складі Калганського району Забайкальського краю, Росія. Адміністративний центр та єдиний населений пункт Чингільтуйського сільського поселення.

## Населення
Населення — 441 особа (2010; 540 у 2002).
Національний склад (станом на 2002 рік):
- росіяни — 100 %